# Kevin Miller
Kevin Bradley Miller, född 2 september 1965, är en amerikansk före detta professionell ishockeyspelare som tillbringade 13 säsonger i den nordamerikanska ishockeyligan National Hockey League (NHL), där han spelade för ishockeyorganisationerna New York Rangers, Detroit Red Wings, Washington Capitals, St. Louis Blues, San Jose Sharks, Pittsburgh Penguins, Chicago Blackhawks, New York Islanders och Ottawa Senators. Han producerade 335 poäng (150 mål och 185 assists) samt drog på sig 429 utvisningsminuter på 620 grundspelsmatcher. Miller spelade också på lägre nivåer för Grand Rapids Griffins i American Hockey League (AHL), HC Davos i NLA, Denver Rangers, Flint Spirits, Indianapolis Ice, Chicago Wolves och Grand Rapids Griffins i International Hockey League (IHL) och Michigan State Spartans (Michigan State University) i National Collegiate Athletic Association (NCAA).
Han draftades i tionde rundan i 1984 års draft av Minnesota North Stars som 80:e spelaren totalt.
När Miller spelade för Spartans i NCAA, tog han en kandidatexamen i företagsekonomi och efter spelarkarriären arbetar han inom finansbranschen i delstaten Michigan.
Miller är bror till de före detta ishockeyspelarna Kelly Miller och Kip Miller och kusin till ishockeyspelarna Drew Miller (Detroit Red Wings) och Ryan Miller (Vancouver Canucks) som alla har spelat alternativt spelar i NHL.

## Statistik
| 1983–1984   | Redford Royals          | GLJHL       | 44  | 28  | 57  | 85  | —   | —  | —  | —  | —  | —  |
| 1984–1985   | Michigan State Spartans | NCAA        | 44  | 11  | 29  | 40  | 84  | —  | —  | —  | —  | —  |
| 1985–1986   | Michigan State Spartans | NCAA        | 45  | 19  | 52  | 71  | 112 | —  | —  | —  | —  | —  |
| 1986–1987   | Michigan State Spartans | NCAA        | 45  | 25  | 56  | 81  | 63  | —  | —  | —  | —  | —  |
| 1987–1988   | Michigan State Spartans | NCAA        | 9   | 6   | 3   | 9   | 18  | —  | —  | —  | —  | —  |
| 1988–1989   | New York Rangers        | NHL         | 24  | 3   | 5   | 8   | 2   | —  | —  | —  | —  | —  |
|             | Denver Rangers          | IHL         | 55  | 29  | 47  | 76  | 19  | 4  | 2  | 1  | 3  | 2  |
| 1989–1990   | New York Rangers        | NHL         | 16  | 0   | 5   | 5   | 2   | 1  | 0  | 0  | 0  | 0  |
|             | Flint Spirits           | IHL         | 49  | 19  | 23  | 42  | 41  | —  | —  | —  | —  | —  |
| 1990–1991   | New York Rangers        | NHL         | 63  | 17  | 27  | 44  | 63  | —  | —  | —  | —  | —  |
|             | Detroit Red Wings       | NHL         | 11  | 5   | 2   | 7   | 4   | 7  | 3  | 2  | 5  | 20 |
| 1991–1992   | Detroit Red Wings       | NHL         | 80  | 20  | 26  | 46  | 53  | 9  | 0  | 2  | 2  | 4  |
| 1992–1993   | Washington Capitals     | NHL         | 10  | 0   | 3   | 3   | 35  | —  | —  | —  | —  | —  |
|             | St. Louis Blues         | NHL         | 72  | 24  | 22  | 46  | 65  | 10 | 0  | 3  | 3  | 11 |
| 1993–1994   | St. Louis Blues         | NHL         | 75  | 23  | 25  | 48  | 83  | 3  | 1  | 0  | 1  | 4  |
| 1994–1995   | St. Louis Blues         | NHL         | 15  | 2   | 5   | 7   | 0   | —  | —  | —  | —  | —  |
|             | San Jose Sharks         | NHL         | 21  | 6   | 7   | 13  | 13  | 6  | 0  | 0  | 0  | 2  |
| 1995–1996   | San Jose Sharks         | NHL         | 68  | 22  | 20  | 42  | 41  | —  | —  | —  | —  | —  |
|             | Pittsburgh Penguins     | NHL         | 13  | 6   | 5   | 11  | 4   | 18 | 3  | 2  | 5  | 8  |
| 1996–1997   | Chicago Blackhawks      | NHL         | 69  | 14  | 17  | 31  | 41  | 6  | 0  | 1  | 1  | 0  |
| 1997–1998   | Chicago Blackhawks      | NHL         | 37  | 4   | 7   | 11  | 8   | —  | —  | —  | —  | —  |
|             | Indianapolis Ice        | IHL         | 26  | 11  | 11  | 22  | 41  | 2  | 1  | 1  | 2  | 0  |
| 1998–1999   | New York Islanders      | NHL         | 33  | 1   | 5   | 6   | 13  | —  | —  | —  | —  | —  |
|             | Chicago Wolves          | IHL         | 30  | 11  | 20  | 31  | 8   | 10 | 2  | 7  | 9  | 22 |
| 1999–2000   | Ottawa Senators         | NHL         | 9   | 3   | 2   | 5   | 2   | 1  | 0  | 0  | 0  | 0  |
|             | Grand Rapids Griffins   | IHL         | 63  | 20  | 34  | 54  | 51  | —  | —  | —  | —  | —  |
| 2000–2001   | HC Davos                | NLA         | 36  | 29  | 27  | 56  | 61  | 4  | 3  | 0  | 3  | 2  |
| 2001–2002   | HC Davos                | NLA         | 43  | 23  | 18  | 41  | 78  | 16 | 4  | 10 | 14 | 1  |
| 2002–2003   | HC Davos                | NLA         | 44  | 14  | 24  | 38  | 34  | 17 | 8  | 3  | 11 | 4  |
| 2003–2004   | Detroit Red Wings       | NHL         | 4   | 0   | 2   | 2   | 0   | —  | —  | —  | —  | —  |
|             | Grand Rapids Griffins   | AHL         | 74  | 27  | 21  | 48  | 22  | 4  | 3  | 0  | 3  | 5  |
| 2004–2005   | Flint Generals          | UHL         | 7   | 1   | 4   | 5   | 10  | —  | —  | —  | —  | —  |
| NHL totalt  | NHL totalt              | NHL totalt  | 620 | 150 | 185 | 335 | 429 | 61 | 7  | 10 | 17 | 49 |
| NLA totalt  | NLA totalt              | NLA totalt  | 123 | 66  | 69  | 135 | 173 | 37 | 15 | 13 | 28 | 18 |
| IHL totalt  | IHL totalt              | IHL totalt  | 223 | 90  | 135 | 225 | 160 | 33 | 16 | 16 | 32 | 54 |
| NCAA totalt | NCAA totalt             | NCAA totalt | 143 | 61  | 140 | 201 | 277 | —  | —  | —  | —  | —  |